# Iernut
Iernut (en hongarès: Radnót, pronunciat [ˈRɒdnoːt]) és una ciutat del comtat de Mureș, al centre de Transsilvània (Romania).
Administra vuit pobles: Cipău (Maroscsapó), Deag (Marosdég), Lechința (Maroslekence), Oarba de Mureș (Marosorbó), Porumbac (Porumbáktanya), Racameț (Józseftanya), Sălcud (Szélkút) i Sfântu Gheorgent (Cântughorg). Es va convertir oficialment en una ciutat el 1989, com a resultat del programa de sistematització rural romanès.

## Demografia
El cens del 2011 va revelar les següents dades demogràfiques:
- Romanesos (76,55%)
- Hongaresos (13,36%)
- Roma (9,84%)
- altres (0,18%)

## Principals llocs d'interès
- L'església reformada (construïda entre 1486 i 1593);
- El castell de Kornis-Rakóczi-Bethlen (construït el 1545);
- Els dos llacs propers a la ciutat;
- Riu Mureș;
- Lupoaica;
- Edificis antics.